# Iêmen nos Jogos Olímpicos de Verão da Juventude de 2010
O Iêmen participou dos Jogos Olímpicos de Verão da Juventude de 2010 em Cingapura. Sua delegação foi formada por cinco atletas que competiram em três esportes.

## Atletismo
| Evento                          | Atleta              | Qualificação | Qualificação | Final     | Final         |
| Evento                          | Atleta              | Resultado    | Posição      | Resultado | Posição       |
| ------------------------------- | ------------------- | ------------ | ------------ | --------- | ------------- |
| 1000 m feminino                 | Belqes Sharaf Addin | 3:37.40      | 28º (12º q2) | 3:41.99   | 12º (Final B) |
| 400 m com barreiras masculino   | Mohammed Al-Omaisi  | 55.91        | 16º (5º q3)  | 1:11.66   | 3º (Final C)  |
| 2000 m com obstáculos masculino | Waleed Elayah       | 5:51.58      | 4º           | 5:45.87   | 6º (Final A)  |

## Judô
| Evento            | Atleta              | 1ª rodada    | 2ª rodada                     | 2ª rodada repescagem       | Final repescagem A | Disputa pelo bronze A | Pos. final |
| ----------------- | ------------------- | ------------ | ----------------------------- | -------------------------- | ------------------ | --------------------- | ---------- |
| Abdulrahman Anter | Até 55 kg masculino | Sem oponente | ESP Pedro Rivadulla D 000-100 | ITA Fabio Basile D 000-111 | Não avançou        | Não avançou           | --         |

| Evento                                             | Atleta         | 1ª rodada                  | 2ª rodada                 | Semifinais  | Final       | Pos. final |
| -------------------------------------------------- | -------------- | -------------------------- | ------------------------- | ----------- | ----------- | ---------- |
| Abulrahman Anter (como integrante da equipe Osaka) | Equipes mistas | ZZX Equipe Barcelona V 5-3 | ZZX Equipe Belgrado D 4-4 | Não avançou | Não avançou | 5º         |

## Natação
| Evento                 | Atleta       | Qualificação | Qualificação | Semifinais  | Semifinais   | Final       | Final       |
| Evento                 | Atleta       | Resultado    | Posição      | Resultado   | Posição      | Resultado   | Posição     |
| ---------------------- | ------------ | ------------ | ------------ | ----------- | ------------ | ----------- | ----------- |
| 50 m costas masculino  | Ammar Ghanim |              |              | 37.56       | 15º (8º sf1) | Não avançou | Não avançou |
| 100 m costas masculino | Ammar Ghanim | Não largou   | -- (-- q1)   | Não avançou | Não avançou  | Não avançou | Não avançou |